# Sabicea thomensis
Sabicea thomensis là một loài thực vật có hoa trong họ Thiến thảo. Loài này được Joffroy mô tả khoa học đầu tiên năm 2001.